# Pathardi
Pathardi è una città dell'India di 22 827 abitanti, situata nel distretto di Ahmednagar, nello stato federato del Maharashtra. In base al numero di abitanti la città rientra nella classe III (da 20 000 a 49 999 persone).

## Geografia fisica
La città è situata a 19° 10' 0 N e 75° 10' 60 E e ha un'altitudine di 532 m s.l.m..

## Società

### Evoluzione demografica
Al censimento del 2001 la popolazione di Pathardi assommava a 22 827 persone, delle quali 11 951 maschi e 10 876 femmine. I bambini di età inferiore o uguale ai sei anni assommavano a 2 984, dei quali 1 624 maschi e 1 360 femmine. Infine, coloro che erano in grado di saper almeno leggere e scrivere erano 16 370, dei quali 9 439 maschi e 6 931 femmine.